# 巴哈伊信仰与人类一体
人类一体是巴哈伊信仰的核心教义之一。巴哈伊教义认为，所有人类都依据上帝的形象创造，并未因种族、肤色而有所不同。正因所有人生而平等，所有人类应有同等的机会，并应受到同样的对待。因此，巴哈伊信仰倡导人类一体，人类的视野应立足于世界、人们应爱整个世界超过自己的国家。但是，这个教义并不意味着人类应千篇一律。巴哈伊信仰推崇多样性的统一，也就是人类的多样性是极具价值的。

## 同一性
巴哈伊人类一体的教义源自所有人类都依据上帝的形象创造，并未因种族、肤色而有所不同的观念。巴哈伊教义认为，人类的同一性，超越种族、民族、性别、种姓及社会阶级。而这些不同，恰恰是值得珍视的多样性。巴哈伊著作中谈到人类的种族是一个统一的有机体，所有的人类有同样的核心能力。而如肤色这类的外在的不同，并不导致一个一个种族较另一个种族优越。
巴哈伊信仰认为，人类从来就为一体，但是无知、偏见、贪权阻碍了人类的团结。历史上，因为教育程度、文化背景、种族偏见和压迫等原因，种族之间的差异也长期存在。

### 多样性的统一
巴哈伊信仰中人类一体的教义并不意味着人类应千篇一律，而是多样性的统一。巴哈伊信仰认为人类的多样性是极具价值的。巴哈伊信仰创立者的儿子阿博都巴哈将人类比喻为花园，认为花的多种色彩和形状使花园更加美丽。
人类世界就像一座花园，不同的种族、语言的人们是装点这花园的鲜花。在动物界，我们也可以发现色彩之纷呈多样。花园里颜色的多样性增添花园的美与吸引力，就像人类的多样性促进着团结。
巴哈伊著作曾经提到，统一并不意味着对不同的压制，而是尊重其他个体和文化的固有价值。在这个意义下，多样性并不直接导致冲突，引起冲突的是人们对多样性的偏见和不宽容。
巴哈伊信仰的文化规范经历过一个巨大的转变。在19世纪30年代至40年代，西方的巴哈伊信徒开始了《神圣计划书简》在拉美地区的系统性实施。在这一过程中的特定时期，区域协调委员会被指派从事平衡从北美地区为主、拉美地区协助的情形向拉美地区为主、北美地区协助的情形的转变过程的任务。这个过程从1950年开始，并在1953年正式实施。截至1961年，大部分拉美地区国家有了它们自己的灵体会。与此同时，东方世界的印度巴哈伊，也经历者相当的变化。在之前的几十年，当地巴哈伊信仰的信息主要传播于穆斯林和琐罗亚斯德教教徒中，而其时，巴哈伊信仰的信息正在被重新阐释，以便使印度教教徒接受。 在2年多的时间里，许多人中央邦、北方邦、安得拉邦和古吉拉特邦的人们改信巴哈伊信仰。到了19世纪70年代，当地大约有3,350个灵体会及超过312,000名信徒。
同样的情况也在非洲发生。在非洲，巴哈伊信仰自19世纪50年代以来得到了广泛传播。需要强调的是，巴哈伊先驱者并没有将处于支配地位的殖民者作为传导的重点，而是更关注非洲当地居民。先驱者们在传导过程中通过行动展现他们对非洲的真诚的服务意识，而理解信仰的非洲居民会拥有以他们自己的方式传播信仰的自由。而此时，先驱者会逐渐弱化其在传导中的角色。
一直以来，此种对文化尊重的例子时有发生。与基督宗教在印度、美国传播的历史不同，巴哈伊信仰与殖民、歐美化没有任何联系，也不存在要求美洲原住民的改宗的情形。事实上，圣辅鲁希伊·哈侬曾在1960年对她的种族的不非正义的行为表达歉意，并赞扬了原住民的伟大历史。1963年，根据因对美洲原住民研究而知名的人类学家Alice Beck Kehoe的观察，巴哈伊信徒认为他们的宗教是一个普世的信仰，而非只与某个特定的文化、特定宗教背景、语言或发源国相联系。如巴布亚新几内亚基督教传教士公开反对传统非丧葬艺术和传统，而巴哈伊信徒却鼓励此行为，并将其看作是一种崇拜形式。因此，在当地的纳利克巴哈伊被其他纳利克人看作传统知识和实践的仲裁者的时候，基督教传教士缺被视为传统文化的对立面。

### 消除偏见
巴哈伊信仰源自人类一体的一个主要原则是消除一切形式的偏见，其教义认为认为人类在种族、宗教、性别或阶级等方面不应存在歧视。 阿博都巴哈指出，虽然要实现这个目标挑战很大，但因为包括宗教、政治和国族在内的许多社会偏见都会导致战争，因此消除偏见对人类福祉至关重要。此外，巴哈伊教义认为，消除一切形式的偏见是实现世界和平的基本要求。关于此原则，存在两个较好的例子：一个来自美国南部，另一个来自南非。与南卡罗来纳州的基督教、天主教和犹太人组织不同，面对吉姆·克勞法和全国范围内的三K党的兴起，巴哈伊信仰选择从基层开始推动种族融合。有鉴于巴哈伊信仰的宗教经典中提到，“真挚与忠诚之士，应当愉快、欣然地与世上各民各族交往，因为与人和睦曾经且必将继续促进团结与和谐，而这反过来又有助于维护世界秩序和各民族的复兴。”，当地巴哈伊信徒很愿意与多样背景的人们建立联系，并试图在固有的社会隔阂上建立共享的宗教认同纽带。截至二十世纪末，巴哈伊信仰是南卡罗来纳州最大的非基督教信仰，并以其长期致力于促进种族和睦，宗教间对话以及儿童和青少年道德教育而闻名。在南非，面对种族隔离的社会形态和法律，作为一个整体的巴哈伊信徒必须决定他们的行政管理机构的构成，即国家灵体会是全部由黑人还是组成。 最终，巴哈伊社团决定不将南非巴哈伊社区分个黑人、白人两个群体这样看似直接的方式管理，而是将巴哈伊行政管理机构的人员限定为黑人，并将整个巴哈伊社区置于其管理下。 

## 延伸阅读
- `Abdu'l-Bahá.  Hardcover. Wilmette, Illinois, USA: Bahá'í Publishing Trust: 1982. 1912  [2017-12-26]. ISBN 0-87743-172-8. （原始内容存档于2020-11-27）.
- Bahá'u'lláh. . Wilmette, Illinois, USA: Bahá'í Publishing Trust. 1976  [2017-12-26]. ISBN 0-87743-187-6. （原始内容存档于2018-12-25）.
- Effendi, Shoghi. . Wilmette, Illinois, USA: Bahá'í Publishing Trust. 1938  [2017-12-26]. ISBN 0-87743-231-7. （原始内容存档于2019-06-02）.
- Nakhjavání, Alí. . Baha'i Publications Australia. 2005  [2017-12-26]. ISBN 1-876322-93-4. （原始内容存档于2018-02-05）.
- Universal House of Justice. . London, UK: Oneworld. 1986  [2017-12-26]. ISBN 1-85168-002-0. （原始内容存档于2020-07-28）.
- Compilations. Research Department of the Universal House of Justice , 编. . Bahá’í World Centre. 1985  [2017-12-26]. （原始内容存档于2020-11-27）.